# Каракорумске планине
Каракорум је велики планински венац који се протеже између Пакистана, Индије и Кине. Налази се у областима Гилгит-Балтистан (Пакистан), Ладах (Индија) и Синкјанг (Кина). Каракорум је део Хиндукушко-хималајског венца и место највеће коцентрације врхова преко 8000 m на свету, међу којима је и К2, други највиши врх на свету са 8.611 m. Каракорум има осамнаест врхова преко 7.500 m (24.600 ft) у висину, од којих четири прелазе 8.000 m (26.000 ft): K2, други највиши врх на свету са 8.611 m (28.251 ft), Гашербрам I, Широки врх и Гашербрам II.
Опсег је дугачак око 500 km (311 mi) и представља део света са највећом глацијацијом ван поларних региона. Глечер Сијачен на 76 km (47 mi) и глечер Бијафо на 63 km (39 mi) рангирају се као други и трећи најдужи глечери на свету изван поларних региона. Каракорум је са североистока оркружен Тибетом, а са севера Памиром. Јужну границу Каракорума чине, од запада ка истоку, реке Гилгит, Инд и Шајок, који одвајају венац од северозападног дела Хималаја, пошто ове реке теку на југозапад према пакистанским равницама.
Национални резерват природе Такскорган и Национални резерват природе Памир Ветландс у планинама Каралорун и Памир номиновани су за укључивање у UNESCO списак 2010. године од стране Националне комисије Народне Републике Кине и условно су додати на листу.

## Етимологија
Каракорум је турски израз који значи „црни шљунак”. Централноазијски трговци првобитно су примењивали овај израз на превој Каракорум. Рани европски путници, укључујући Вилијама Муркрофта и Џорџа Хејворда, почели су да користе термин Каракорум за планински ланац западно од превоја, иако су такође користили израз „Muztagh” (у преводу „Ледена планина“) за ланац који је данас познат као Каракорум. На каснију терминологију утицале су геодете из Индије, посебно Томас Монтгомери који је 1850-их дао ознаке од К1 до К6 (К за Каракорум) за шест високих планина видљивих из његове станице на планини Харамук, у долини Кашмира.
У традиционалној индијској географији планине су биле познате као  „Krishnagiri” (Црне планине), „Kanhagiri” и „Kanheri”.

## Геологија и глечери
Каракорум се налази у једној од геолошки најактивнијих области на свету, на граници између Индо-аустралске плоче и Евроазијске плоче. Значајан део, негде између 28 и 50 процената, Каракорумског ланца је под глечерима и покрива површину већу од 15.000 km2 (5.800 sq mi), у поређењу са између 8 и 12 процената Хималаја и 2,2 процента Алпа. Планински глечери могу послужити као индикатор климатских промена, напредујући и повлачећи се са дуготрајним променама температуре и падавина. Глечери Каракорума се благо повлаче, за разлику од Хималаја где глечери губе масу знатно већом брзином, многи глечери Каракорума су прекривени слојем лома који изолује лед од топлоте сунца. Тамо где нема такве изолације, стопа повлачења је висока.
- Сијачен глечер
- Балторо глечер
- Хиспар глечер
- Батура глечер
- Бијафо глечер
- Чого Лунгма глечер
- Јинсугајти глечер

### Ледено доба
У последњем леденом добу, повезана серија глечера протезала се од западног Тибета до Нанга Парбата, и од Таримског басена до округа Гилгит. На југу, глечер Инда је био главни долински глечер, који је текао 120 km (75 mi) наниже од масива Нанга Парбат до 870 m (2.850 ft) надморске висине. На северу су се глечери Каракорума придружили онима са планина Кунлун и спустили се до 2.000 m (6.600 ft) у басену Тарима.
Док тренутни долински глечери у Каракоруму достижу максималну дужину од 76 km (47 mi), неколико грана глечера у долини леденог доба и главних долинских глечера, имало је дужину до 700 km (430 mi). Током леденог доба, снежна линија глечера била је око 1.300 m (4.300 ft) нижа него данас.